# راینر شارکه
راینر شارکه (آلمانی: Rainer Tscharke؛ زادهٔ ۱ اوت ۱۹۴۲) بازیکن والیبال اهل آلمان شرقی بود.